# Завалівська сільська рада
Зава́лівська сільська́ ра́да — адміністративно-територіальна одиниця та орган місцевого самоврядування в Підгаєцькому районі Тернопільської області. Адміністративний центр — село Завалів.

## Загальні відомості
- Територія ради: 38,769 км²
- Населення ради: 1 199 осіб (станом на 2001 рік)
- Територією ради протікає річка Золота Липа

## Історія
с. Завалів.

## Населені пункти
Сільській раді були підпорядковані населені пункти:
- с. Завалів
- с. Заставче
- с. Затурин
- с. Середнє

## Населення
За переписом населення України 2001 року в сільській раді мешкало 1198 осіб.

### Мова
Розподіл населення за рідною мовою за даними перепису 2001 року:
| Мова       | Відсоток |
| ---------- | -------- |
| українська | 99,83 %  |
| російська  | 0,17 %   |

## Склад ради
Рада складалася з 16 депутатів та голови.
- Голова ради: Цюрпіта Володимир Володимирович
- Секретар ради: Дорош Світлана Вікторівна

### Керівний склад попередніх скликань
| Прізвище, ім'я, по батькові     | Основні відомості | Дата обрання | Дата звільнення |
| ------------------------------- | --- | ------------ | --------------- |
| Цюрпіта Володимир Володимирович | Сільський голова, 1971 року народження, безпартійний                                                                           | 26.03.2006   | 31.10.2010      |
| Гатлан Ігор Петрович            | Сільський голова, 1970 року народження, освіта вища, безпартійний                                                              | 31.10.2010   | 02.06.2013      |
| Кіцик Євген Маркович            | Сільський голова, 1941 року народження, освіта вища, член Української Народної Партії, був головою Ради попереднього скликання | 02.06.2013   | 2018            |
| Цюрпіта Володимир Володимирович | Сільський голова, 1971 року народження, безпартійний                                                                           | 2018         |                 |

Примітка: таблиця складена за даними сайту Верховної Ради України

### Депутати
За результатами місцевих виборів 2010 року депутатами ради стали:

#### За суб'єктами висування
| Суб'єкт висування | Кількість обраних депутатів | %   |
| ----------------- | --------------------------- | --- |
| Самовисування     | 16                          | 100 |

#### За округами
| № округу | Прізвище, ім'я, по батькові | Дата визнання обраним | Освіта             | Партійна приналежність | Відомості про обраного депутата                      |
| -------- | --------------------------- | --------------------- | ------------------ | ---------------------- | ---------------------------------------------------- |
| 1        | Профецький Ігор Ігорович    | 05.11.2010            | середня спеціальна | позапартійний          | тимчасово не працює                                  |
| 2        | Канюк Дмитро Ігорович       | 05.11.2010            | середня            | позапартійний          | студент                                              |
| 3        | Канюка Степан Петрович      | 05.11.2010            | середня спеціальна | позапартійний          | тимчасово не працює                                  |
| 4        | Галів Андрій Степанович     | 05.11.2010            | середня спеціальна | позапартійний          | ТзОВ «ТДК», працівник                                |
| 5        | Профецький Андрій Ігорович  | 05.11.2010            | середня            | позапартійний          | студент                                              |
| 6        | Дорож Світлана Вікторівна   | 05.11.2010            | вища               | позапартійна           | Сільська рада, працівник                             |
| 7        | Бобецька Галина Василівна   | 05.11.2010            | середня спеціальна | позапартійна           | сільська рада, працівник                             |
| 8        | Халупа Тарас Ярославович    | 05.11.2010            | вища               | позапартійний          | Завалівська загальноосвітня школа І-ІІІ ст., вчитель |
| 9        | Дуркало Тарас Богданович    | 05.11.2010            | середня            | позапартійний          | студент                                              |
| 10       | Дуркало Андрій Богданович   | 05.11.2010            | середня            | позапартійний          | студент                                              |
| 11       | Куріш Ігор Богданович       | 05.11.2010            | середня            | позапартійний          | КП «Підгаєцьке», працівник                           |
| 12       | Гнида Віра Василівна        | 05.11.2010            | вища               | позапартійна           | Завалівська загальноосвітня школа І-ІІІ ст., вчитель |
| 13       | Бучацький Ігор Степанович   | 05.11.2010            | середня спеціальна | позапартійний          | тимчасово не працює                                  |
| 14       | Кучма Ігор Йосипович        | 05.11.2010            | середня            | позапартійний          | тимчасово не працює                                  |
| 15       | Кудла Галина Василівна      | 05.11.2010            | середня спеціальна | позапартійна           | магазин, продавець                                   |
| 16       | Гнида Остап Васильович      | 05.11.2010            | середня спеціальна | позапартійний          | пенсіонер                                            |